# Brian Kerr (entraîneur)
Pour le footballeur écossais, voir Brian Kerr (football).
Pour les articles homonymes, voir Kerr.
Brian Kerr (né à Dublin le 3 mars 1953)  est un entraîneur de football irlandais.Il débute dès l'âge de 18 ans dans la carrière d'entraîneur en tant qu'adjoint de Liam Tuohy à Shamrock Rovers puis à Drogheda United et en équipe d'Irlande junior qui atteint la finale du championnat du monde en 1985.
En 1986, il devient manager de St Patrick's Athletic, le club dont il est supporter depuis son enfance. Il obtient le titre de champion d'Irlande en 1990 puis en 1996.
Il devient ensuite directeur technique de la fédération irlandaise ainsi que coach des sélections de jeunes (de moins de 16 à moins de 20 ans). Il mène les moins de 20 ans à une brillante troisième place lors des championnats du monde de 1997 en Malaisie. Parmi l'équipe se trouve la future star de Chelsea Damien Duff.
Kerr enchaîne sur d'autres succès avec les jeunes irlandais en remportant le championnat d'Europe des moins de 17 ans et celui des moins de 19 ans. Des futurs piliers de la sélection A se révèlent au grand public, notamment John O'Shea et Robbie Keane.
En 2003, il prend les commandes de l'équipe d'Irlande A en remplacement de Mick McCarthy. L'objectif de la qualification pour l'Euro 2004 n'est pas atteint. L'Eire ne parviendra pas non plus à se qualifier pour le Coupe du monde 2006 et Kerr, qui fait l'objet de critiques, apprend que son contrat n'est pas renouvelé. Il est remplacé à la tête de la sélection par Steve Staunton. 
Le 13 mars 2007, il annonce son grand retour à St. Patrick's Athletic en tant que directeur sportif. Son retour est de courte durée puisqu'il annonce 14 mois après, la résiliation de son contrat.
Le 6 avril 2009, il est nommé entraîneur de l'équipe nationale des Îles Féroé. Il remporte son premier match le 9 septembre 2009 contre la Lituanie (2-1). Cette victoire fut la première  des Îles Féroé depuis 2001.

## Palmarès
- FAI League of Ireland (D1) :
  - Champion en 1990 et 1996 (St. Patrick's Athletic).
- Coupe d'Irlande :
  - Finaliste en 1996 (St. Patrick's Athletic).
- Championnat d'Europe des moins de 17 ans :
  - Champion en 1998.
- Championnat d'Europe des moins de 19 ans :
  - Champion en 1998.
- Coupe du monde des moins de 20 ans :
  - Troisième place en 1997.